# Balante
Balanta ili Balante je zapadnoatlantski narod naseljen u Gvineji Bisau (413.000), Zelenortskoj Republici (52.000), Gambiji (33.000) i Gvineji (3.400). 
Balante su podijeljene na tri skupine: Balanta Kentohe, Balanta Ganja i Balanta Brassa (najveća skupina) koji pripadaju plemenima jezičnoj skupini bak a govore više dijalekata: fora, kantohe (kentohe, queuthoe), naga, mane, koji možda čine i posebne jezike. Žive od ribarenja, stočarstva i poljodjelstva. Po vjeri su kršćani, muslimani i animisti.
Ime im znači "oni koji se odupiru" jer su prema predaji jako buntovni, najprije protiv kraljevstva Kaabu u 19. stoljeću, a potom protiv portugalske kolonijalne vlasti u 20. stoljeću. Portugalci su bili primorani na čelo Balanta stavljali Fulbe poglavare. Zbog toga je veliki broj Balanta sudjelovalo u borbi za neovisnost Gvineje Bisao 1960-ih i 1970-ih, a nakon šikaniranja u organiziranju vlasti pokušali su i nekoliko državnih udara 1980-ih.

## Vanjske poveznice
- Balanta, Kentohe of Guinea
- Balanta-Ganja jezik
- Balanta plesovi
- Balanta glazba